# Allium petri
Allium petri är en amaryllisväxtart som beskrevs av Furkat Orunbaevich Khassanov och Reinhard M. Fritsch. Allium petri ingår i släktet lökar, och familjen amaryllisväxter.
Artens utbredningsområde är Iran. Inga underarter finns listade i Catalogue of Life.